# 4311 Zguridi
4311 Zguridi este un asteroid din centura principală, descoperit pe 26 septembrie 1978 de Liudmila Juravliova.